# Mérikarê II
Mérikarê (ou Mérykarê) est un roi héracléopolitain de la IXe ou de la Xe dynastie, pendant la Première Période intermédiaire. Il règne à partir d’Héracléopolis en Haute-Égypte (20e nome).

## Attestations
Merikarê est attesté par une palette de scribe (Assiout), cité dans la tombe d'un nomarque Khety à Assiout, dans l'Enseignement pour Mérikarê et sur neuf stèles portant sur sa pyramide nommée Ouadj sout Mérykarê (Wȝḏ-s.wt-Mry-kȝ-Rˁ, « Les places de Mérikarê sont prospères ») et son culte à Saqqarah.

## Règne

### Enseignements pour Mérikarê
Il est le destinataire des célèbres préceptes datant du XXe siècle avant notre ère, attestés dans divers papyrus égyptiens  écrits en hiératique. Ces sebayt (« enseignements », en égyptien ancien) - peut-être composés sous le règne de Merikarê et fictivement attribués à son père - sont un recueil de préceptes pour la bonne gouvernance. Le texte mentionne également les frontières orientales, récemment sécurisées, mais qui nécessitent encore l'attention du roi. Dans le texte, le père anonyme de Mérikarê mentionne avoir guerroyé pour conquérir Thinis, mais il conseille à Mérikarê de traiter avec plus de clémence les royaumes rivaux de Haute-Égypte.

### Roi de la fin de laXedynastie
Une fois couronné, Merikarê se résigne sagement à l'existence de deux royaumes séparés (celui d'Héracléopolis et celui de Thèbes) et tente de maintenir la politique de coexistence pacifique menée par son père. Il semble que la période de paix ait apporté une certaine prospérité au royaume de Merikarê. Quelque temps plus tard, le roi est contraint de remonter le Nil avec sa cour sur une grande flotte. Une fois arrivé à Assiout, le roi installe le nomarque loyaliste Khéty, qui succède à son père décédé Tefibi ; il fait également des restaurations au temple local de Oupouaout. Ensuite, Merikarê avance plus en amont vers la ville de Shashotep, probablement pour réprimer une révolte, et en même temps pour montrer sa force dans les zones turbulentes de la frontière sud. Merikarê meurt quelques mois avant la chute d'Héracléopolis. Ainsi, la défaite finale face au Thèbains, menés par Montouhotep II de la XIe dynastie, a probablement été infligée à un successeur éphémère et sans nom.

### Roi plus ancien
En 2003, l'égyptologue Arkadiy F. Demidchik a suggéré que le placement de Merikarê au sein de la dynastie devrait être reconsidéré. Selon lui, si Merikarê a régné pendant la campagne menée par Montouhotep II, la pyramide de ce dernier et son culte n'auraient pas pu survivre à la conquête thébaine ; là encore, Mérikarê ne pourrait probablement pas obtenir de granit du sud du pays comme le mentionnent les Enseignements pour Mérikarê. Demidtchik a également fait valoir que le roi menant les batailles pour la conquête de Thinis mentionnées par Tefibi et Merikarê étaient les mêmes. Étant menées sur le front opposé par le souverain thébain Antef II, le règne de Merikarê devrait être placé quelques décennies plus tôt qu'on ne le pense habituellement, lorsque la puissance des rois héracléopolitain était à son apogée. 
En 2016, le chercheur propose également que le nom de Sa-Rê était Khéty, soit le nom « dynastique » de la lignée royale héracléopolitaine. Il pense en effet que le roi était noté à la position V.24 du Canon royal de Turin où il ne reste aujourd'hui que Méry... Khéty et le placerait en tant que sixième roi de la dynastie (la ligne V.18, habituellement conprise comme celle d'un roi, est considérée par Arkadiy F. Demidchik comme la ligne introductive de la dynastie héracléopolitaine). Il pense que la capitale royale sous son règne était Memphis, et ce depuis son prédécesseur et père qui l'aurait conquise.

## Sépulture
Il a été enterré dans une pyramide appelée Wȝḏ-s.wt-Mry-kȝ-Rˁ (« Les places de Mérykarê sont prospères »), construite à Saqqarah. Son emplacement précis est inconnu mais un culte envers ce roi avait lieu près de la pyramide de Téti.
De nombreuses autres sources suggèrent que Mérikarê est enterré dans une pyramide non encore découverte à Saqqarah, appelée « Florissantes sont les demeures de Mérikarê », qui devait être proche de la pyramide de Téti de la VIe dynastie. Les titres des fonctionnaires impliqués dans sa construction sont documentés, car son culte funéraire a perduré jusqu'à la XIIe dynastie ; en fait, le cartouche de Mérikarê apparaît sur les stèles d'au moins quatre prêtres qui étaient responsables du culte funéraire de Téti et de Mérikarê pendant le Moyen Empire, dont Gemni-em-hat qui a également occupé d'autres postes importants.